# 8. November 1939 (Denkmal)

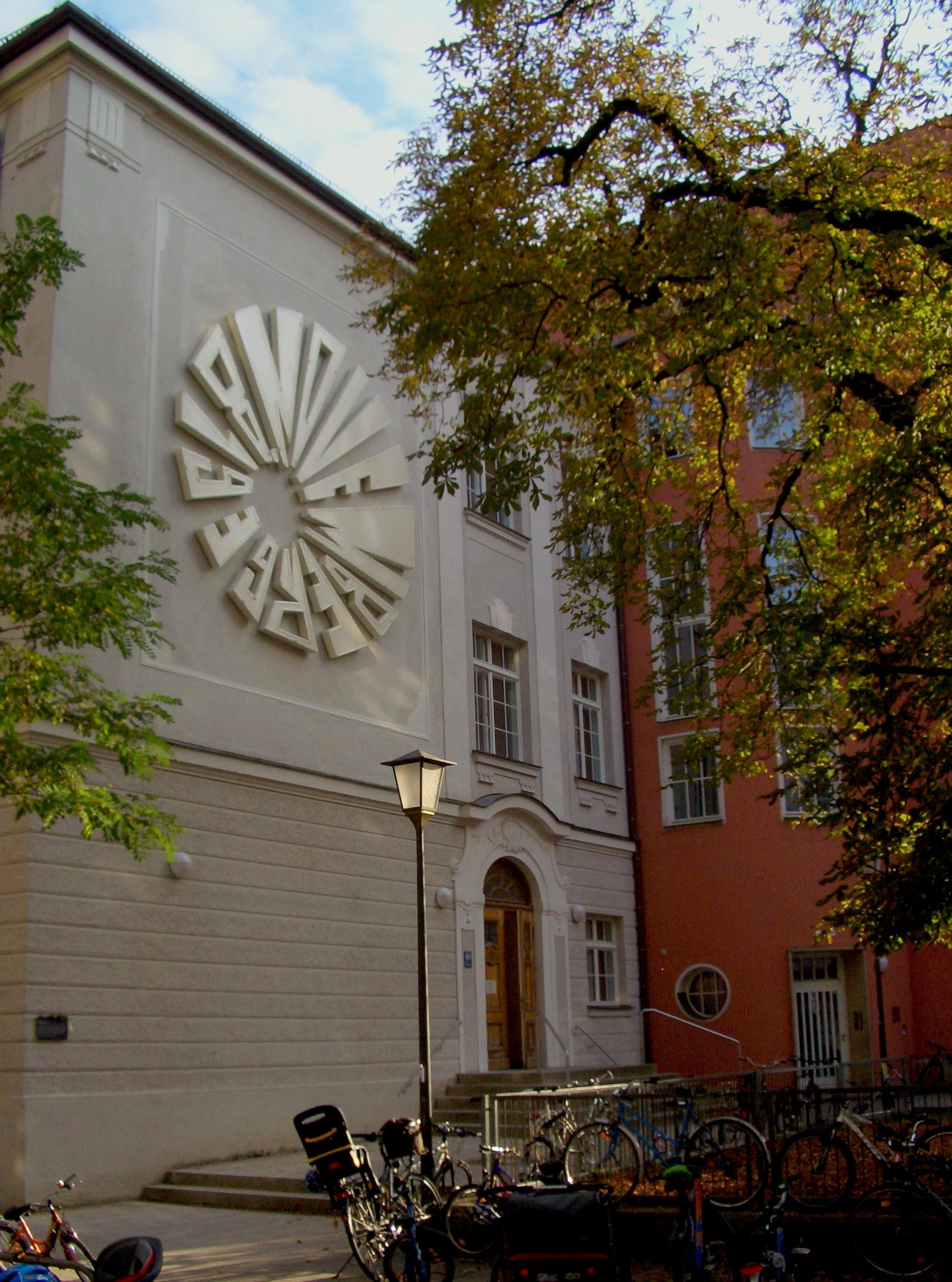
Installation, nicht erleuchtet

8. November 1939 ist der Name des Georg-Elser-Denkmals in München zur Erinnerung an den Widerstandskämpfer gegen den Nationalsozialismus Georg Elser und dessen Attentat auf Adolf Hitler im Bürgerbräukeller. Das Denkmal befindet sich auf dem Georg-Elser-Platz im Stadtteil Maxvorstadt und ist eine Fassadeninstallation aus dem Genre der Lichtkunst. Es wurde von der Frankfurter Künstlerin Silke Wagner entworfen.

## Gedenkanlass
Am 8. November 1939 verübte der Schreiner Georg Elser im Münchner Bürgerbräukeller mit einer Zeitbombe ein Attentat auf Adolf Hitler. Der Anschlag scheiterte; Elser wurde festgenommen und kurz vor Ende des Zweiten Weltkriegs im Konzentrationslager Dachau ermordet.

## Standort und Denkmal

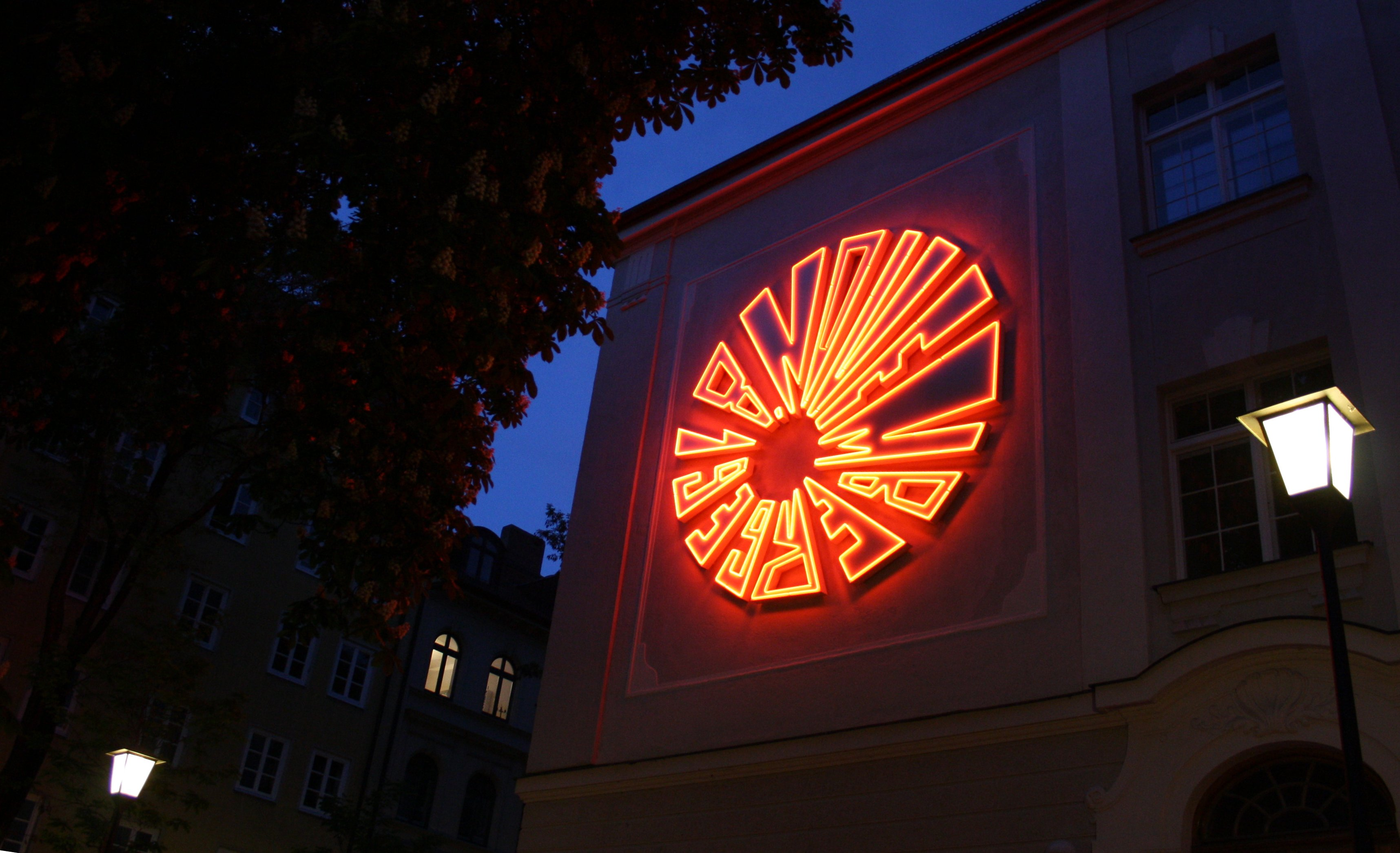
Denkmal um 21:20 Uhr

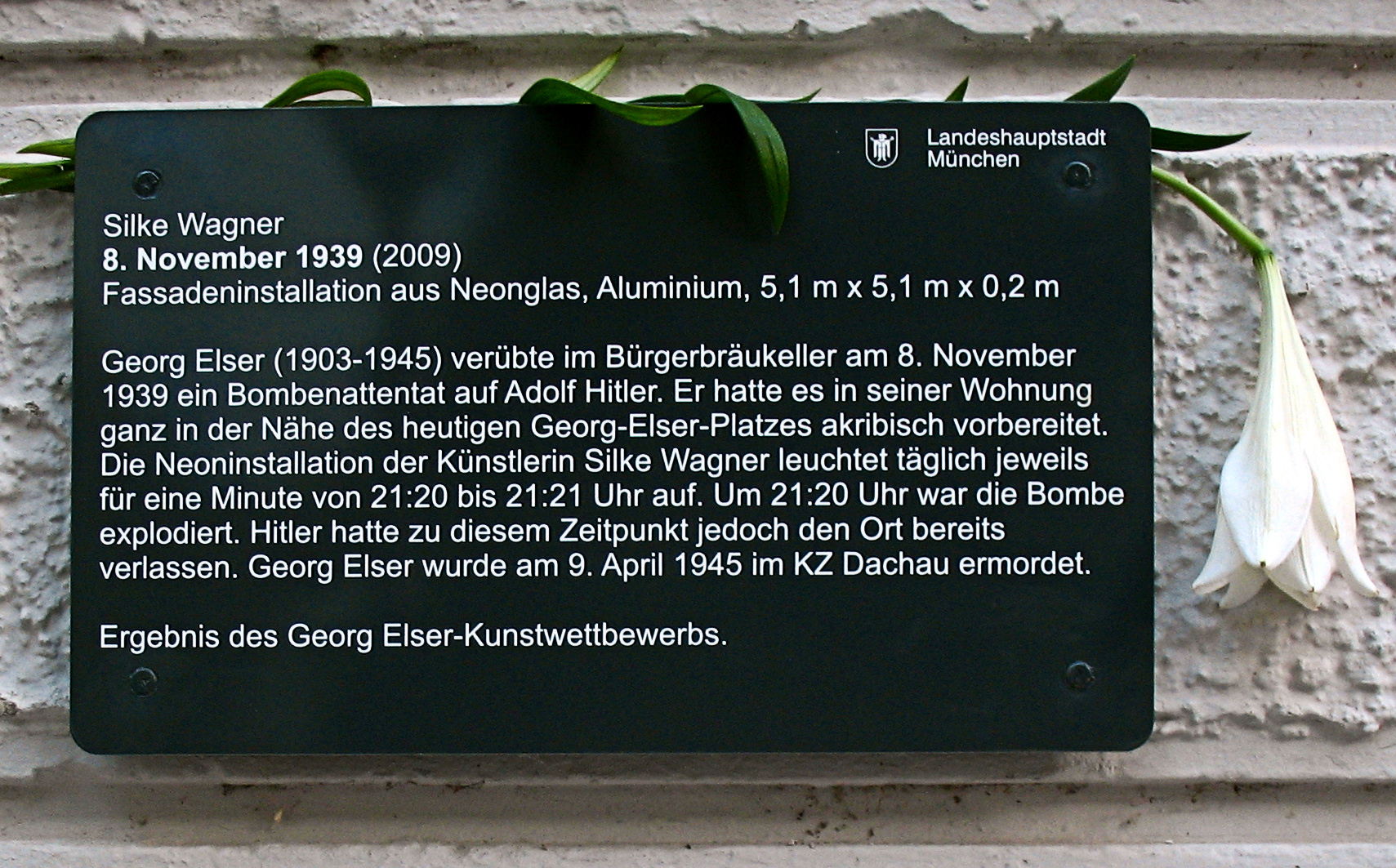
Fassadeninstallation, Gebäudeschild

Für die Vorbereitung des Attentats zog Elser im Sommer 1939 nach München. Im Stadtteil Maxvorstadt mietete er ein Zimmer; das Denkmal befindet sich am nach Georg Elser benannten Platz in unmittelbarer Nähe.
Die Installation mit einem Durchmesser von etwa fünf Metern ist an der Fassade einer Grundschule angebracht. Zielsetzung der Künstlerin war es, „den Blick auf das Wesentliche – das Attentat“ zu lenken (Silke Wagner). Elemente aus Aluminium und neonbeleuchtetem Glas bilden den Schriftzug „8. November 1939“. Die Elemente sind kreisförmig angeordnet, so dass sich die abstrakte Darstellung einer Explosion ergibt. Jeden Tag um 21:20 Uhr, der exakten Zeit der Detonation der Bombe im Bürgerbräukeller, leuchten die einzelnen Buchstaben der Installation nacheinander auf, bis der ganze Schriftzug erhellt ist. Bereits nach einer Minute ist das Licht wieder erloschen.

## Geschichte
Georg Elser erhielt erst spät volle Anerkennung als Widerstandskämpfer. Erst 1989 wurde in München eine Bronzetafel am Ort des Attentats für ihn eingeweiht. Der Platz in der Maxvorstadt erhielt 1997 den Namen Georg Elsers – nach beharrlichem Einsatz der Münchner Georg-Elser-Initiative und der Publizistin Hella Schlumberger. Das dortige Denkmal ist der Siegerentwurf eines Wettbewerbs. Seine Nominierung löste Kritik aus, auch vonseiten Schlumbergers und des Münchner Oberbürgermeisters Christian Ude. Vor allem die abstrakte Darstellung und die – bis auf die eine Minute täglich – besonders unauffällige Erscheinung des Denkmals stießen auf Ablehnung.
Die Einweihung Ende Oktober 2009 wurde durch Angehörige der rechtsextremistischen Szene gestört, die gegen Elsers Tat protestierten.